# Ты одна дома?
«Ты одна дома?» (англ. Are You in the House Alone?) — американский фильм ужасов 1978 года режиссёра Уолтера Граумана с Кэтлин Бэллер, Блайт Даннер и Деннисом Куэйдом в главных ролях. Фильм основан на одноимённом романе 1976 года, написанном Ричардом Пеком.
Премьера фильма состоялась в эфире на канале CBS 20 сентября 1978 года.

## Сюжет
16-летняя Гейл Осборн — типичная старшеклассница со страстью к фотографии. Шесть месяцев назад она и её родители переехали из Сан-Франциско в небольшой город из-за заявлений её отца Нила, что город был слишком опасным после серии краж со взломом. Гейл, пылкий романтик, сначала начала встречаться с одноклассником Э. К. Миллером, но он разорвал их отношения, потому что Гейл не хотела с ним спать.
Теперь Гейл встречается со Стивом Пасторинисом, несмотря на возражения её чрезмерно заботливой матери. Через некоторое время она получает анонимное письмо, в котором говорится: «Я наблюдаю за тобой». Гейл не на шутку пугается, но её лучшая подруга Эллисон Бремер убеждает её, что это розыгрыш какого-то ученика. Однако, когда обнаруживается ещё одна записка со словами: «Я знаю, где ты, я наблюдаю за тобой, проститутка, я иду за тобой», и телефонные звонки от странного, жутко смеющегося мужчины. Гейл решает рассказать обо всём директору, который сообщает ей, что это может быть поступок её нынешнего или бывшего парня, кого-то, кого она отвергла, или, возможно, кого-то, кого она знает, кто болтается поблизости.
Однажды Гейл пытается рассказать своей матери Энн о преследовании, но Энн слишком занята, чтобы обращать на это внимание, и выпроваживает Гейл. Поэтому Гейл сбегает из школы и отправляется в Сан-Франциско навестить отца на работе. Там она узнает, что его уволили. Вернувшись домой, она сталкивается лицом к лицу со своей матерью, которая требует, чтобы она молчала об этом, чтобы Нилу не было стыдно. Гейл понимает, что в её жизни происходят более серьёзные вещи, и решает больше не обращать внимания на заметки и телефонные звонки. Однажды, когда она опаздывает на занятия, из её шкафчика торчит ещё одно сообщение — чёрно-белая фотография самой себя, которую она сделала на уроке фотографии, со словом «изнасилование», написанным красным на её лице.
Однажды ночью она нянчится с детьми Джессики Хирш, которая встречается с учителем Гейл Крисом Элденом. Ей звонит её парень Стив Пасторинис, и он спрашивает, может ли он прийти после и провести время вместе. Гейл с облегчением говорит «да», и он говорит ей, что скоро будет там. Телефон звонит снова, думая, что она отвечает Стиву, но это оказывается сталкер, истерически смеющийся и спрашивающий: «Ты одна в доме?». Испугавшись, Гейл запирает двери и окна по всему дому.
Кто-то стучит во входную дверь. Взволнованная встречей со Стивом, Гейл открывает дверь и видит, что это парень Эллисон, Фил Лоувер. Фил спрашивает, здесь ли Эллисон, потому что она сказала, что собирается зайти, и Гейл отвечает, что её нет. Затем Фил просит воспользоваться телефоном, чтобы позвонить Эллисон домой. Фил снимает трубку и набирает номер, но затем отменяет звонок, притворяясь, что разговаривает по телефону с матерью Эллисон, вытаскивая носовой платок, вытирая телефон. Гейл оглядывается и видит, как он вытирает телефон, и он оглядывается на неё, бросая телефон на землю.
Он смотрит на неё и говорит: «Я действительно обманул тебя, не так ли?» Гейл вздыхает с облегчением, сообразив, что он подшутил над ней. Затем Фил говорит хриплым жутким голосом: «Ты одна в доме?». Фил показывает, что это не была шутка, и что он преследовал её и знает о ней всё. Затем он нападает на неё, бросает на землю и насилует. После этого он выбегает из дома.
Из-за травмы Гейл госпитализирована и сначала отказывается говорить, что Фил изнасиловал её, зная, что ей не поверят. Вместо этого она утверждает, что всё это было как в тумане. Входит ещё одна женщина-офицер и спрашивает, может ли она попытаться вспомнить, и Гейл продолжает лгать из страха. Женщина-офицер уходит, но говорит ей, что, если она передумает, то пусть позвонит ей в участок. Опасаясь, что какая-нибудь другая девушка может пережить то, через что она только что прошла, она говорит офицеру, что это был Филипп Лоувер. Её отец приходит в ярость, узнав, что Фил может избежать наказания, потому что отец Фила — близкий друг местного судьи.
В конце концов учитель Малевич поощряет Гейл больше не бояться, и она возвращается в школу. Там она узнает, что другая девушка получает такие же жуткие записки. Полная решимости остановить Фила, она пытается поймать его на камеру. Фил, однако, следит за ней и пытается избить её, но его ловит Стив. В конце концов, Фил признает себя виновным в нападении, однако остаётся безнаказанным.

## В ролях
- Кэтлин Бэллер — Гейл Осборн
- Блайт Дэннер — Энн Осборн
- Тони Билл — Нил Осборн
- Робин Маттсон — Эллисон Бремер
- Триша О’Нил[англ.] — Джессика Хирш
- Деннис Куэйд — Фил Лоувер
- Алан Фадж[англ.] — Крис Элден
- Скотт Коломби[англ.] — Стив Пасторинис
- Эллен Траволта — Руйяр
- Рэнди Стампф — Э. К. Миллер
- Магда Арут — Малевич

## Отзывы критиков
Роберт Фиршинг из AllMovie дал фильму две с половиной звезды из пяти, заметив, что это обычный триллер, с обычным преследованием и нестрашными моментами, которые перемежаются на протяжении 96-ти мину между рекламными роликами. Тем не темнее, он отметил хорошую игру актёров. Резюмируя, он заявил, что, поклонники такого рода вещей могли бы счесть его смотрибельным в дождливый день, но в нём нет ничего особенного.